# 东孝街道
东孝街道，中華人民共和國浙江省金华市金东区下辖的一个街道。

## 辖区
该街道辖有：
东关社区、陶朱路社区、王牌社区、戴店社区、下王社区、东景社区、桥头村、下于村、凤凰庵村、楼店村、金东村、东藕塘村、雅芳埠村、杨溪村、叶明村、毛竹园村、湖菱桥村、麻车塘村、前田村、黄沙塘村、施村、山垄头村和经堂头村。

## 图片
- 东阳江畔
- 金华建筑艺术公园
- 社区服务中心
- 东孝金东工业园福泰隆总部

## 交通
- 沪昆铁路、金温铁路：金华南站
- 03省道、金义快速通道、金含公路、金义南线过境。